# Frankrikes Grand Prix 1986
Frankrikes Grand Prix 1986 var det åttonde av 16 lopp ingående i formel 1-VM 1986.

## Resultat
1. Nigel Mansell, Williams-Honda, 9 poäng
2. Alain Prost, McLaren-TAG, 6
3. Nelson Piquet, Williams-Honda, 4
4. Keke Rosberg, McLaren-TAG, 3
5. René Arnoux, Ligier-Renault, 2
6. Jacques Laffite, Ligier-Renault, 1
7. Riccardo Patrese, Brabham-BMW
8. Michele Alboreto, Ferrari
9. Derek Warwick, Brabham-BMW
10. Martin Brundle, Tyrrell-Renault
11. Christian Danner, Arrows-BMW

### Förare som bröt loppet
- Thierry Boutsen, Arrows-BMW (varv 67, för få varv)
- Patrick Tambay, Team Haas (Lola-Ford) (64, bromsar)
- Johnny Dumfries, Lotus-Renault (56, motor)
- Jonathan Palmer, Zakspeed (46, motor)
- Philippe Streiff, Tyrrell-Renault (43, brand)
- Huub Rothengatter, Zakspeed (32, olycka)
- Allen Berg, Osella-Alfa Romeo (25, turbo)
- Gerhard Berger, Benetton-BMW (22, växellåda)
- Teo Fabi, Benetton-BMW (7, motor)
- Stefan "Lill-Lövis" Johansson, Ferrari (5, turbo)
- Ayrton Senna, Lotus-Renault (3, olycka)
- Piercarlo Ghinzani, Osella-Alfa Romeo (3, olycka)
- Alessandro Nannini, Minardi-Motori Moderni (3, olycka)
- Andrea de Cesaris, Minardi-Motori Moderni (3, turbo)
- Alan Jones, Team Haas (Lola-Ford) (2, olycka)

## VM-ställning
| Förarmästerskapet 1. Alain Prost, McLaren-TAG, 39 2. Nigel Mansell, Williams-Honda, 38 3. Ayrton Senna, Lotus-Renault, 36 | Konstruktörsmästerskapet 1. Williams-Honda, 61 2. McLaren-TAG, 56 3. Lotus-Renault, 36 |